# BMW S1000RR

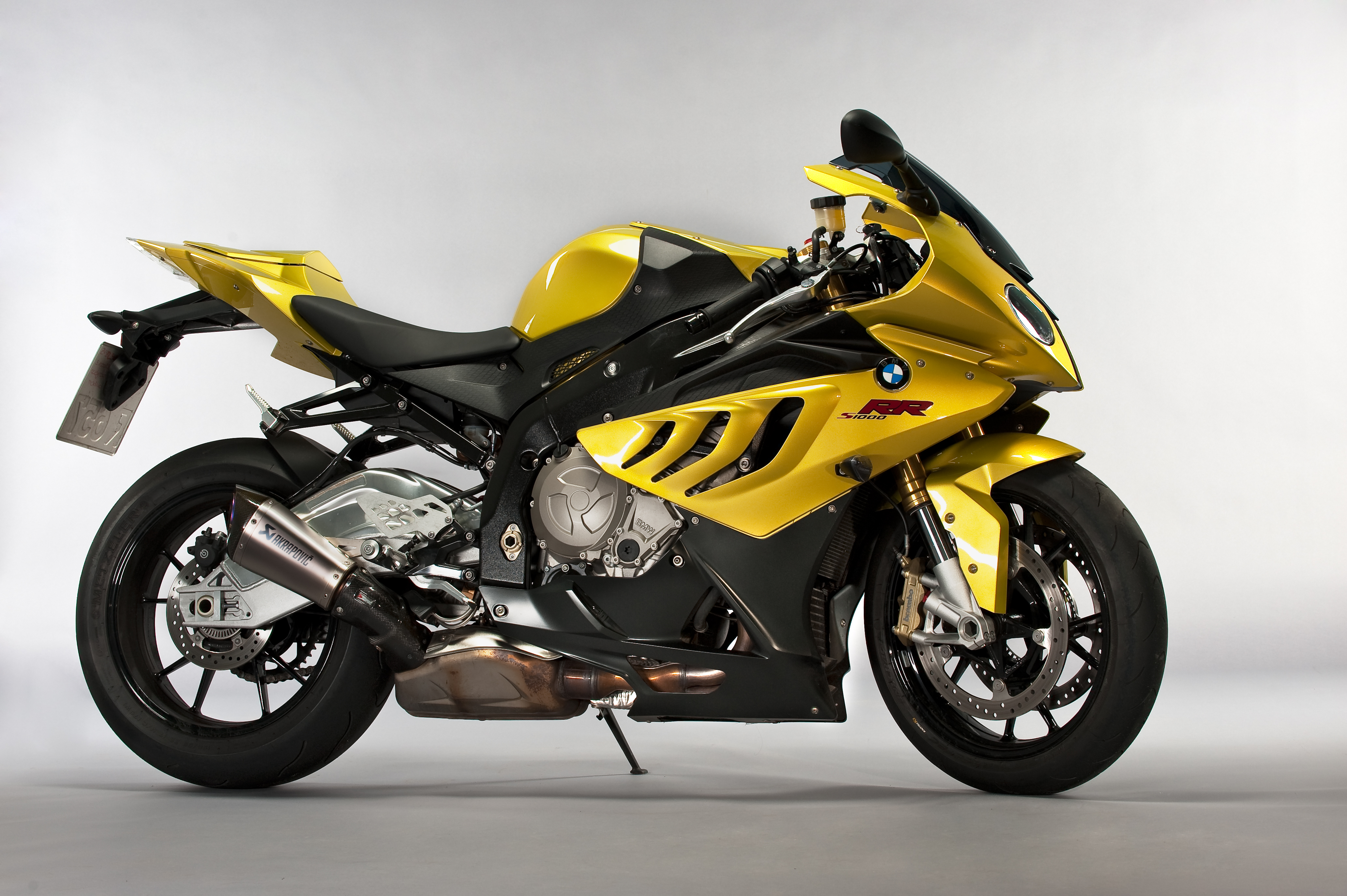
S 1000 RR straatversie

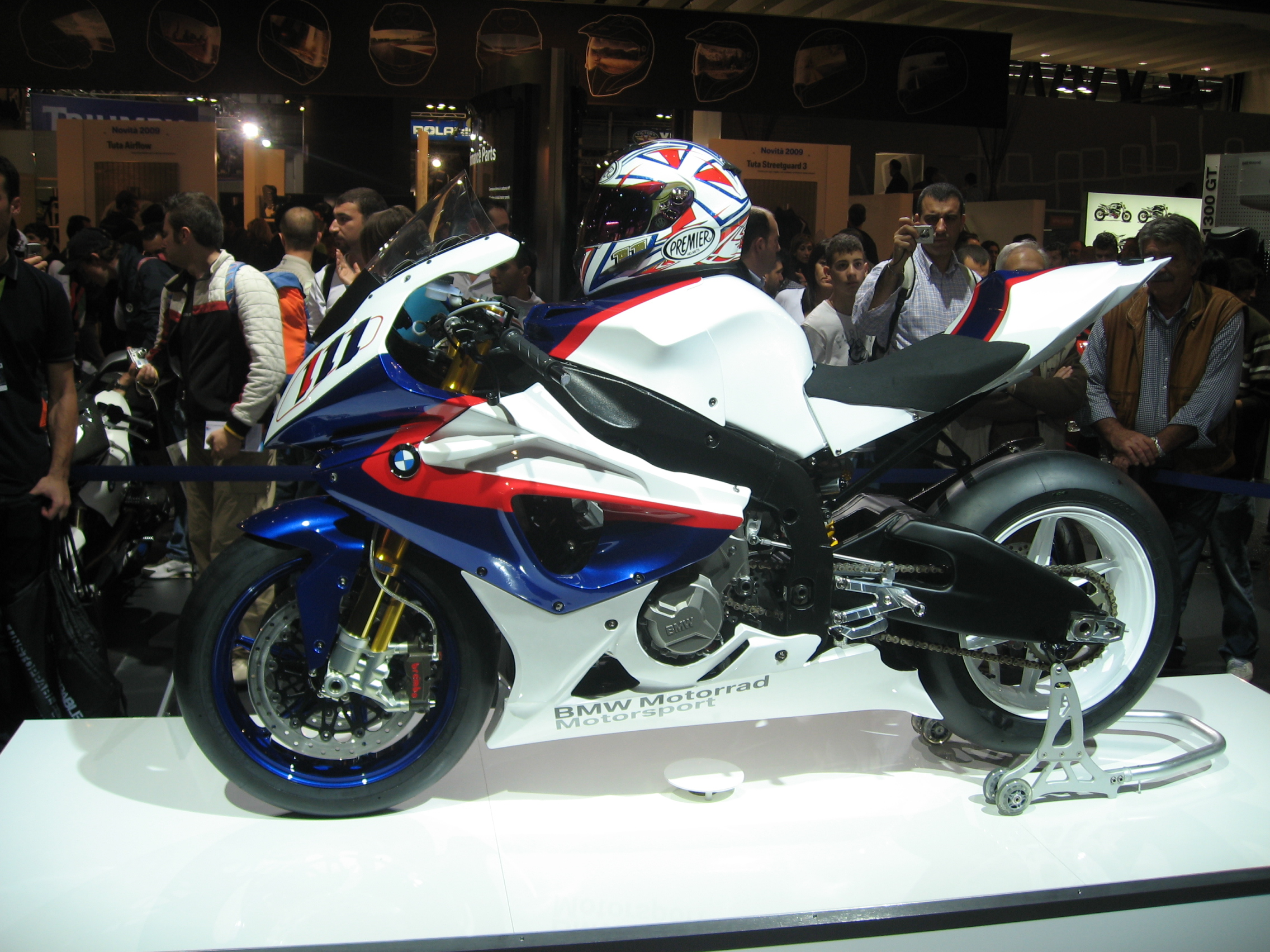
S 1000 RR raceversie van Rubén Xaus

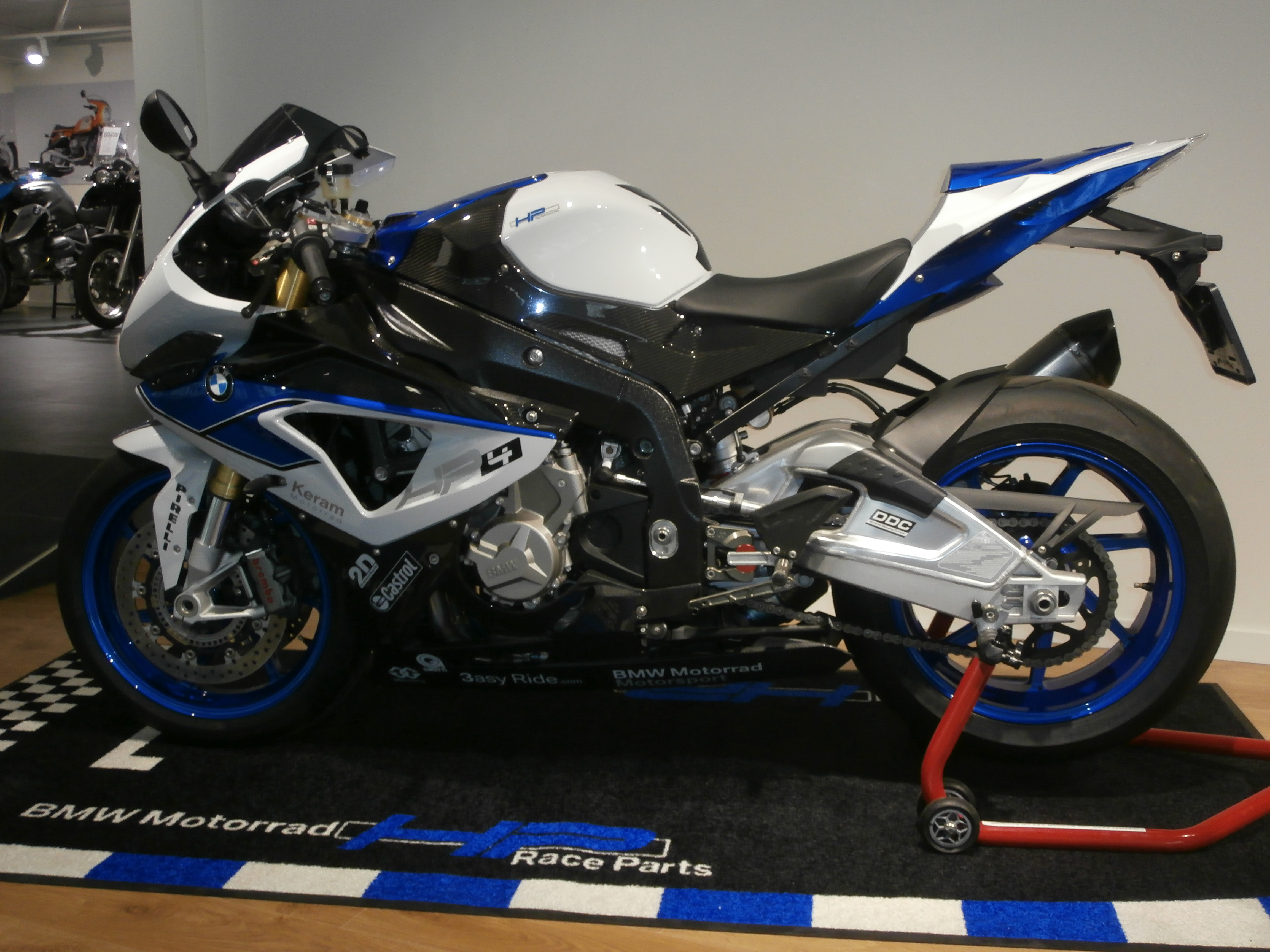
HP 4

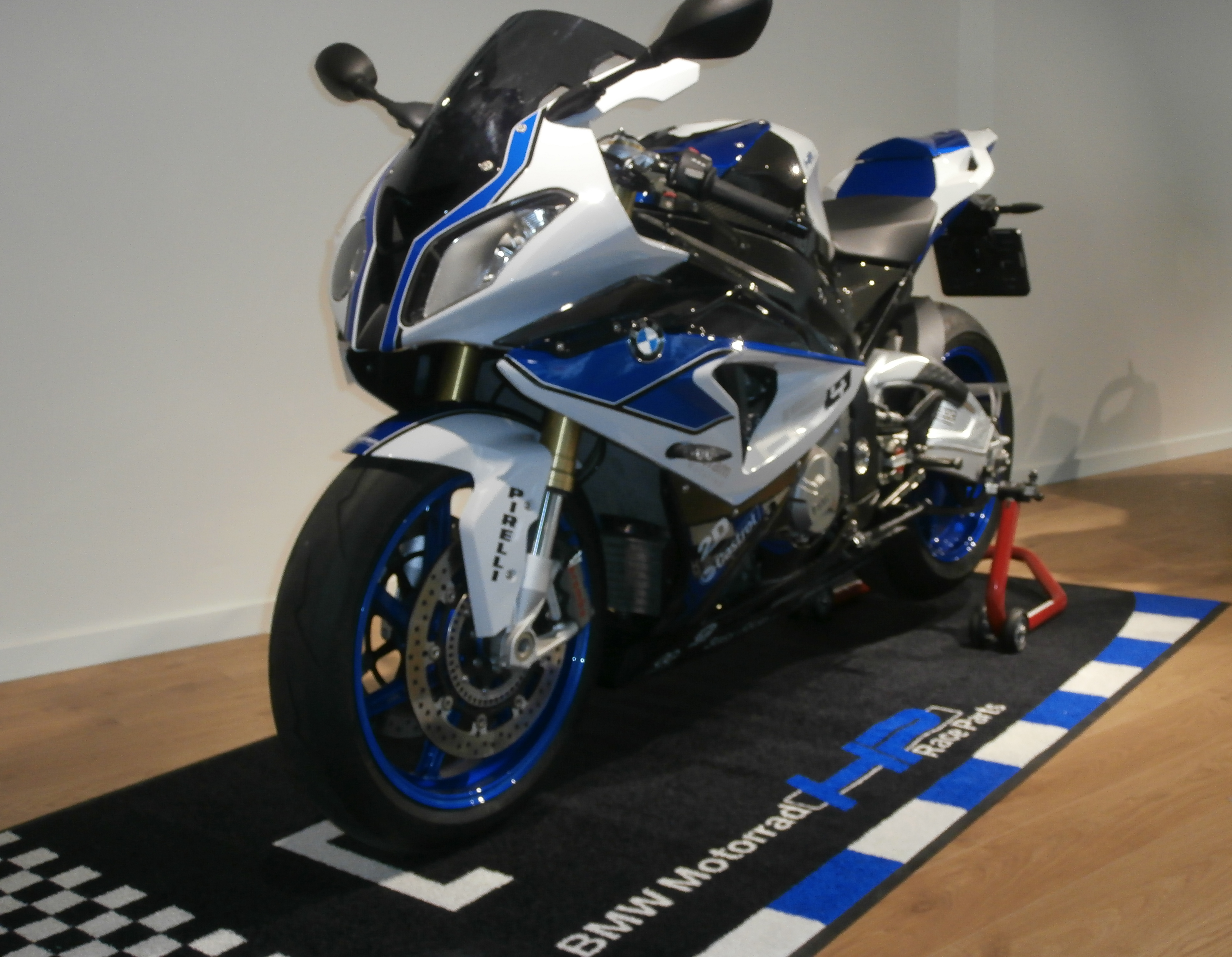
HP 4

De S 1000 RR is een motorfiets van het merk BMW.

## S1000 RR
De S 1000 RR is ontwikkeld voor de deelname in het WK Superbike. Dit WK bestaat uit motorfietsen die ook in een straatversie leverbaar zijn. Daarom werd naast de superbike racer ook een “normale” sportmotor ontwikkeld.
In het najaar van 2008 werden de eerste foto’s en gegevens van de superbike racer en de wegversie al vrijgegeven.

### Motor
De motor was een vloeistofgekoelde viercilinderlijnmotor met dubbele bovenliggende nokkenassen en brandstofinjectie. De slag was erg kort, om zo veel mogelijk toeren te kunnen draaien. Daardoor was de boring/slagverhouding zelfs voor een sportmotor extreem te noemen. Om zwevende kleppen te voorkomen was er in het voortraject sprake geweest van desmodromische klepbediening, maar in werkelijkheid had de machine een “normale” klepaandrijving met sluitveren en kleine slepertjes om de kleppen te openen. De inlaatkelken waren variabel, afhankelijk van het toerental en de stand van de gashendel, waardoor een cilindervulling werd verkregen. Deze variabele inlaatkelken werkten samen met twee interferentiekleppen in de balanspijpen van de uitlaat. Vanaf 11.250 tpm ging het bovenste deel van de inlaatkelken omhoog, waardoor lucht en brandstof beter gemengd werden. Bij dat toerental gingen de interferentiekleppen open. De overdruk in de ene uitlaatbuis zorgde voor een onderdruk in de andere uitlaatbuis, waardoor de onderdruk in aanzuigende cilinder zorgde voor een betere vulling. Verder had elke cilinder dubbele injectoren en was een drive-by-wire systeem toegepast. 
Daarnaast was de machine (optioneel) voorzien van DTC tractiecontrole. De BMW-elektronica en het tractiecontrolesysteem sloten plug and play op elkaar aan, zodat BMW voor de racerij niet afhankelijk was van andere bedrijven. Er konden bij de productiemotor vier mappings worden ingesteld: Rain, Sport, Race en Slick. De laatste moest met een elektronische sleutel ontgrendeld worden. DTC en het race-ABS werkten samen met deze mappings. In de “Rain”-mode was slechts 150 pk beschikbaar. In de andere standen was het volle vermogen beschikbaar, maar werd afhankelijk van de gekozen “mode” de gasreactie wel aangepast. 
BMW gaf de productiemotor op voor 193 pk, waarmee hij al direct de sterkste in zijn klasse zou zijn, maar op de vermogensbank kwam er zelfs 208 pk uit het blok. De fabrieks-superbike racer werd opgegeven voor “meer dan 200 pk”. Met een 208 pk sterke “klantenmotor” zal dat zeker wel geklopt hebben.

### Rijwielgedeelte

#### Frame
Het frame was een gelast aluminium brugframe.

#### Wielophanging
De S 1000 RR had min of meer “normale” componenten voor de wielophanging. Aan de voorkant zat een geheel instelbare 46 mm Sachs-Upside Down voorvork. Achter was en banaanachtervork toegepast die op twee hoogten in het frame gemonteerd kon worden en werd afgeveerd met een volledig instelbare Sachs-monodemper. De demper zelf had door een excentrische verstelmogelijkheid ook twee hoogte-instellingen. De afstelling kon met de contactsleutel gebeuren.

#### Remmen
Aan de voorkant waren twee 320 mm remschijven met radiale vierzuiger remklauwen toegepast. Achter zat een 220 mm schijf met een normale enkelzuiger remklauw.

### Uitrusting
Uiteraard was de uitrusting van deze zeer sportieve motorfietsen vanwege de noodzakelijke gewichtsbesparing zo karig mogelijk. Optioneel was voor de productiemotor wel DTC (tractiecontrole) en ABS leverbaar. DTC werd alleen in combinatie met ABS geleverd. Samen wogen deze systemen slechts 2,5 kg. Het DTC had een hellingshoeksensor, die ingreep wanneer er een wheelie ontstond. Deze sensor werkte in combinatie met de ingeschakelde mapping: Bij de stand “Rain” liet hij slechts een hoek van 38° toe, bij “Sport” 44°, bij “Race” 48° en bij “Slick” 53°. Het dashboard bestond uit een grote centrale toerenteller en twee digitale schermpjes voor de overige informatie. Naast de toerental zat de “schakellamp”, die ging branden als het uiterlijke moment om op te schakelen bereikt was.

## S 1000 RR Superbike racer
Uiteraard leverde de Superbike racer veel meer vermogen dan de 208 (gemeten) pk’s van het straatmodel. Er waren ook andere modificaties aangebracht. Om gewicht te besparen was er veel gebruikgemaakt van carbonfiber componenten, waaronder de achterbrug. De machine van Rubén Xaus had in elk geval een duimrem voor de achterrem. Xaus en Troy Corser zetten de machines vanaf 2009 in in het WK Superbikes.

## HP4
De HP4 verscheen in 2012 als homologatiemodel voor de Superbike racer. De machine was uitgevoerd met Dynamic Damping Control (DDC), een systeem dat vering en demping aanpaste aan de omstandigheden met vier vooraf instelbare modi: voor straatgebruik "Rain" en "Sport", voor circuitgebruik "Race" en "Slick". Het Dynamic Traction Control van de S 1000 RR was verder doorontwikkeld. De rijder kon binnen de modi de werking van dit systeem ook nog eens in veel standen instellen. Voor de HP4 was een competition accessoirepakket leverbaar, dat voornamelijk bestond uit een aantal uit carbon vervaardigde onderdelen.

## Technische gegevens
|                           | S 1000 RR superbike racer             | S 1000 RR                             | HP4                                   |
| ------------------------- | ------------------------------------- | ------------------------------------- | ------------------------------------- |
| Periode                   | 2009-                                 | 2010-                                 | 2012-                                 |
| Categorie                 | superbike racer                       | sportmotor                            | sportmotor                            |
| Motortype                 | DOHC met brandstofinjectie            | DOHC met brandstofinjectie            | DOHC met brandstofinjectie            |
| Bouwwijze                 | dwarsgeplaatste viercilinderlijnmotor | dwarsgeplaatste viercilinderlijnmotor | dwarsgeplaatste viercilinderlijnmotor |
| boring                    | 80 mm                                 | 80 mm                                 | 80 mm                                 |
| slag                      | 49,2 mm                               | 49,2 mm                               | 49,2 mm                               |
| Cilinderinhoud            | 999 cc                                | 999 cc                                | 999 cc                                |
| Max. Vermogen (opgegeven) | > 200pk bij 14.000 tpm                | 142 kW/193 pk bij 13.000 tpm          | 142 kW/193 pk bij 13.000 tpm          |
| Max. Vermogen (gemeten)   |                                       | 153 kW/208 pk                         | 153 kW/208 pk                         |
| Max. Koppel (opgegeven)   |                                       | 112 Nm bij 9,759 tpm                  | 112 Nm bij 9,759 tpm                  |
| Aandrijving               | kettingaandrijving                    | kettingaandrijving                    | kettingaandrijving                    |
| Rijwielgedeelte           | aluminium brugframe                   | aluminium brugframe                   | aluminium brugframe                   |
| Voorvork                  | Upside Down voorvork                  | Upside Down voorvork                  | Upside Down voorvork                  |
| Droog gewicht             | 162 kg                                |                                       | 169 kg                                |
| Rijklaar gewicht          |                                       | 204 kg kg (met ABS 206,5 kg)          | 199 kg                                |